# Blessing Eleke
Blessing Eleke, né le 5 mars 1996 à Aba au Nigeria, est un footballeur nigérian, qui évolue au poste d'avant-centre à Kashima Antlers.

## Biographie

### Débuts professionnels
Formé à la Flying Sports Academy, Blessing Eleke rejoint la Slovénie et le ND Gorica en 2014, il est ensuite transféré en janvier 2016 à l'Olimpija Ljubljana, où il devient Champion de Slovénie.
En 2017 il s'engage avec le club du MS Ashdod, en Israël. 

### FC Lucerne
Le 27 juillet 2018 il rejoint la Suisse et signe en faveur du FC Lucerne. Il joue son premier match sous ses nouvelles couleurs le 4 août 2018 contre le FC Lugano. Il inscrit également son premier but ce jour-là, participant à la victoire de son équipe (4-2). Lors de la saison 2018-2019 il inscrit 13 buts et délivre 5 passes décisives en 32 rencontres de championnat.

### Beerschot VA
Le 12 août 2020 Blessing Eleke rejoint la Belgique et s'engage pour un contrat de trois ans au Beerschot VA, club venant d'être promu en Jupiler Pro League. Quatre jours plus tard il joue son premier match, en entrant en jeu à la place de Tarik Tissoudali lors de la deuxième journée de la saison 2020-2021 face au SV Zulte Waregem. Son équipe s'impose par trois buts à un ce jour-là. Il inscrit son premier but pour le Beerschot VA le 28 février 2021 face au Royal Excel Mouscron. Entré en jeu à la place de Ryan Sanusi, il marque quelques minutes plus tard et les deux équipes se neutralisent (2-2).

### Gençlerbirliği SK
Le 1er septembre 2021, Blessing Eleke est prêté au club turc de Gençlerbirliği SK pour une saison avec option d'achat.

### Kashima Antlers
Le 1er août 2022, Blessing Eleke rejoint le Japon afin de s'engager en faveur du Kashima Antlers. Il signe un contrat courant jusqu'en janvier 2025.

## Palmarès
Olimpija Ljubljana
- Vainqueur du championnat de Slovénie en 2015-2016